# Nice (유닉스)
nice는 리눅스 등의 유닉스 계열 운영 체제와 유닉스에서 볼 수 있는 프로그램의 하나이다. 동일한 이름의 커널 호출로 직접 매핑한다. nice는 특정한 우선순위로 유틸리티나 셸 스크립트를 호출하는데 사용되므로 다른 프로세스보다 프로세스에 CPU 시간을 더 주거나 덜 줄 수 있다. nice의 우선순위 중 -20이 가장 높고, 19가 가장 낮다. 기본 프로세스 우선순위는 부모 프로세스에 종속되며 일반적으로는 0이다. GNU 코어 유틸리티에 포함된 nice 버전은 데이비드 맥켄지에 의해 작성되었다.

## 이용 및 영향
nice는 여러 프로세스가 CPU의 제공 가능한 범위를 넘어 더 많은 리소스를 요구할 때 유용하다. 이 상태에서 더 높은 우선순위 프로세스는 더 낮은 우선순위의 프로세스보다 더 큰 덩어리의 CPU 시간을 가진다. 오직 슈퍼유저(루트)만이 더 낮은 값(더 높은 우선순위)으로 nice의 우선순위를 설정할 수 있다. 리눅스에서는 /etc/security/limits.conf를 변경함으로써 다른 사용자들이나 그룹들이 낮은 nice 값을 설정하도록 허용한다.
사용자가 큰 파일을 압축하고 싶으나 다른 프로세스의 속도를 떨어트리기 원치 않는다면 다음과 같이 실행할 수 있다:
```
$ 
nice
 
-n
 
19
 
tar
 
cvzf
 
archive.tgz
 
largefile

```

## 같이 보기
- Kill
- Ps (유닉스)
- Top (소프트웨어)
- Util-linux ionice